# Henri Fenet
Henri Joseph Fenet  (Ceyzerat, Departamento de Ain, Francia; 11 de julio de 1919 - París, 14 de septiembre de 2002) fue un militar francés, que alcanzó fama como uno de los principales integrantes de la División Charlemagne, el cuerpo de soldados franceses que sirvió al Tercer Reich hasta los últimos días de la contienda.

## Carrera militar
El estallido de la Segunda Guerra Mundial en 1939 encontró a Fenet estudiando Literatura en la Universidad de París e inmediatamente decidió alistarse en el Ejército francés. Participó en combates durante la Batalla de Francia, en el curso de las cuales dos veces fue herido y condecorado con la Croix de Guerre para el valor.
Después de ser liberado de un campo de prisioneros el 29 de noviembre de 1942, Fenet volvió a su casa para unirse a la Milicia Francesa, el grupo militar al servicio de la Francia de Vichy dirigido por Joseph Darnand para la colaboración con el III Reich. En octubre de 1943, Fenet se ofreció para alistarse en las Waffen-SS y fue enviado al SS Junkerschule, academia de oficiales para un curso de capacitación abreviado (enero-marzo de 1944). El 20 de marzo, Fenet recibió el grado de Obersturmführer en las Waffen-SS, que era el equivalente a su grado de teniente en el ejército francés. Fue enviado a dirigir la Tercera Compañía de la "Octava Brigada de Asalto" de la SS "Frankreich", recién formada, la cual se integró en la 33.ª División de Granaderos SS Voluntarios Charlemagne.
A finales de julio de 1944, la compañía de Fenet fue enviada al Frente Oriental en el sur de Polonia, durante el mes de agosto fue enviado a los Cárpatos y en el frente del río Vístula. Los voluntarios franceses lucharon junto a los soldados de la 18 División Waffen SS "Horst Wessel" y mostraron un desempeño elogiado por el mando militar alemán. Henri Fenet fue herido en la lucha y recibió la Cruz de Hierro de segunda clase el 22 de agosto de 1944 por sus dotes de mando.
En septiembre de 1944, Fenet y su compañía fueron enviados a las tropas que se adiestraba en Konitz, Prusia Oriental, donde debían unirse miles de otros reclutas franceses en la formación de nuevos reclutas para la 33.ª División de Granaderos SS Voluntarios Charlemagne. Con esta unidad Fenet participó en los combates contra el Ejército Rojo en Pomerania durante los meses de febrero y marzo de 1945, donde la División Charlemagne sufrió graves pérdidas intentando en vano detener a los soviéticos. Fenet obtiene allí su Cruz de Hierro de primera clase y un ascenso a capitán, siendo evacuado de Pomerania con el resto de la División.
Tras un periodo de reorganización en Brandemburgo, la División Charlemagne es transformada en Batallón Charlemagne debido a las severas bajas sufridas, reuniendo 300 franceses que aún están en condiciones de combatir y pudieron ser transportados a Berlín. El 22 de abril los franceses de la Charlemagne son llamados a luchar en la Batalla de Berlín al lado de la Wehrmacht y Henri Fenet lidera este grupo.
Gran parte de la notoriedad de Fenet surge por cuanto fue uno de los últimos individuos en haber recibido la Cruz de Hierro por su conducta distinguida en combate en la noche del 29 de abril, horas antes que Hitler muriese y que terminara la Batalla de Berlín, siendo Fenet uno de los dos últimos combatientes condecorados con la Cruz de Caballero (Ritterkreuz) en la contienda. El otro condecorado también fue un francés de la División Charlemagne, un fontanero llamado Eugène Vaulot que tenía el grado de sargento y falleció el 1 de mayo de 1945.

## Posguerra
Tras la batalla Fenet y el resto de soldados franceses de la SS aún sobrevivientes fueron capturados por el Ejército Rojo y devueltos inmediatamente a Francia en 1945. Allí Fenet fue arrestado y condenado en 1949 a 20 años de trabajos forzados por colaboración con el enemigo, considerándose que la misma pertenencia a una división de la Waffen SS era ya un suficiente indicador del nivel de cooperación con los nazis.
No obstante, fue liberado al cumplir la mitad de su pena en 1959, trabajando después en una pequeña empresa de partes de automóviles. Murió en París el año 2002.